# Sympycnus urgaicus
Sympycnus urgaicus är en tvåvingeart som beskrevs av Negrobov 1973. Sympycnus urgaicus ingår i släktet Sympycnus och familjen styltflugor. Inga underarter finns listade i Catalogue of Life.